# Huáscar

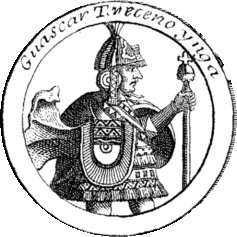
Huáscar

Huáscar (kečuánsky Waskar Inka) byl v letech 1527–1532 inka – vládce Tahuantinsuyu. Jeho předchůdcem byl inka Huayna Capac, který v roce 1527 spolu se svým nejstarším synem a nominovaným nástupcem Ninanem Cuyochim zemřel na černé neštovice zavlečené do Nového světa Evropany, aniž se však sám osobně s nimi setkal. Jejich smrt vyvolala v incké říši konflikt o nástupnictví, který přerostl v občanskou válku, jež ji silně oslabila právě v době příchodu Evropanů.
Za legitimního nástupce na uprázdněný trůn byl považován Huáscar, syn hlavní manželky Huayny Capaka, sídlící v Cusku. Vůči němu však vystoupil jeho nevlastní bratr Atahualpa, sídlící v Quitu, který se také prohlásil inkou. V zemi vypukly tvrdé boje, které způsobily i to, že když Francisco Pizarro navštívil v roce 1532 po osmi letech podruhé město Tumbez, našel je zcela zničené válkou a epidemií moru. Atahualpovým stoupencům se v roce 1532 podařilo obsadit Cusco a Huáscara zajmout. Nedlouho poté však byl při setkání s Pizarrem zajat sám Atahualpa, který dal svého zajatce Huáscara popravit, aby nemohl se Španěly začít spolupracovat. Následovala rozsáhlá čistka, která proběhla i mezi Huáscarovými příbuznými.